# Asteroid tipa G
 Asteroid tipa G je vrsta zelo redkih ogljikovih asteroidov, ki spadajo med asteroide skupine C.

V splošnem so podobni asteroidom tipa C. Imajo pa močno absorbcijsko črto pod 0,5 μm.  Lahko se pojavi tudi absorbcija pri 0,7 μm, kar je značilno za minerale kot so sljuda in glina.

V razvrščanju po SMASS asteroidi tipa G spadajo v tipe Cgh in Cg, kar je odvisno od absorbcije pri 0,7 μm.

Asteroide tipa G in C ter še nekaj drugih redkih tipov združuje širša skupina C.